# Hemilamprops tanseianus
Hemilamprops tanseianus är en kräftdjursart som beskrevs av Gamo 1967. Hemilamprops tanseianus ingår i släktet Hemilamprops och familjen Lampropidae. Inga underarter finns listade i Catalogue of Life.